# Ernie Fletcher
Pour les articles homonymes, voir Fletcher.
Ernest Lee Fletcher (né le 12 novembre 1952) est un homme politique américain, membre du Parti républicain et gouverneur du Commonwealth du Kentucky de décembre 2003 à décembre 2007.

## Biographie
Ernie Fletcher est né le 12 novembre 1952 à Mount Sterling, Kentucky. Diplômé d'ingénierie et en médecine, c'est un ancien pilote de l'US Air Force. Il pratique pendant douze ans comme médecin généraliste. Il est aussi pasteur laïc de l'Église baptiste.
En 1995, Fletcher est élu à la Chambre des représentants du Kentucky. En 1998, il est élu à la Chambre des représentants des États-Unis.
En novembre 2003, il devient le premier gouverneur républicain du Kentucky depuis 1971 en battant par 55 % des votes le démocrate Ben Chandler.
En décembre 2003, il entre en fonction et commence par réorganiser les services de l'état réduisant de 14 à 9 le nombre de cabinets ministériels. Il dissout la commission des courses de chevaux du Kentucky pour créer une nouvelle autorité compétente. Il fait la promotion également d'un nouveau programme de santé publique basé sur les comportements individuels, tout en augmentant le coût de l'assurance-santé des fonctionnaires de l'état.
Durant la seconde année de son mandat, il fait voter plusieurs réformes fiscales. Sa popularité décroît fortement après qu'il a fait bénéficier de sa grâce plusieurs membres de son administration condamnés pour favoritisme et violation de la loi sur le recrutement et la promotion au mérite.
Fletcher est aussi connu pour ses positions contre la théorie de l'évolution de Charles Darwin et pour être en faveur du dessein intelligent. Pour lui, la théorie de l'évolution est en contradiction avec la déclaration d'indépendance des États-Unis, et se réfère aux « droits inaliénables » conférés aux hommes par leur « Créateur ».
La fin de son mandat est marquée par des accusations selon lesquelles il aurait embauché des alliés politiques à des postes auxquels les nominations sont régies par un système de mérite en vigueur dans l'État.
En novembre 2007, il se présente pour un nouveau mandat mais avec 41,3 % des voix, il est battu par le candidat démocrate Steve Beshear (58,7 %).
Ernie Fletcher est marié, père de deux enfants et grand-père.